# Johann Hugo von Orsbeck
Johann Hugo von Orsbeck (Weilerswist, 13 o 30 gennaio 1634 – Ehrenbreitstein, 6 gennaio 1711) è stato dal 1677 al 1711 principe vescovo di Spira col nome di Giovanni VIII e dal 1676 al 1711 principe arcivescovo e principe elettore di Treviri.

## Biografia

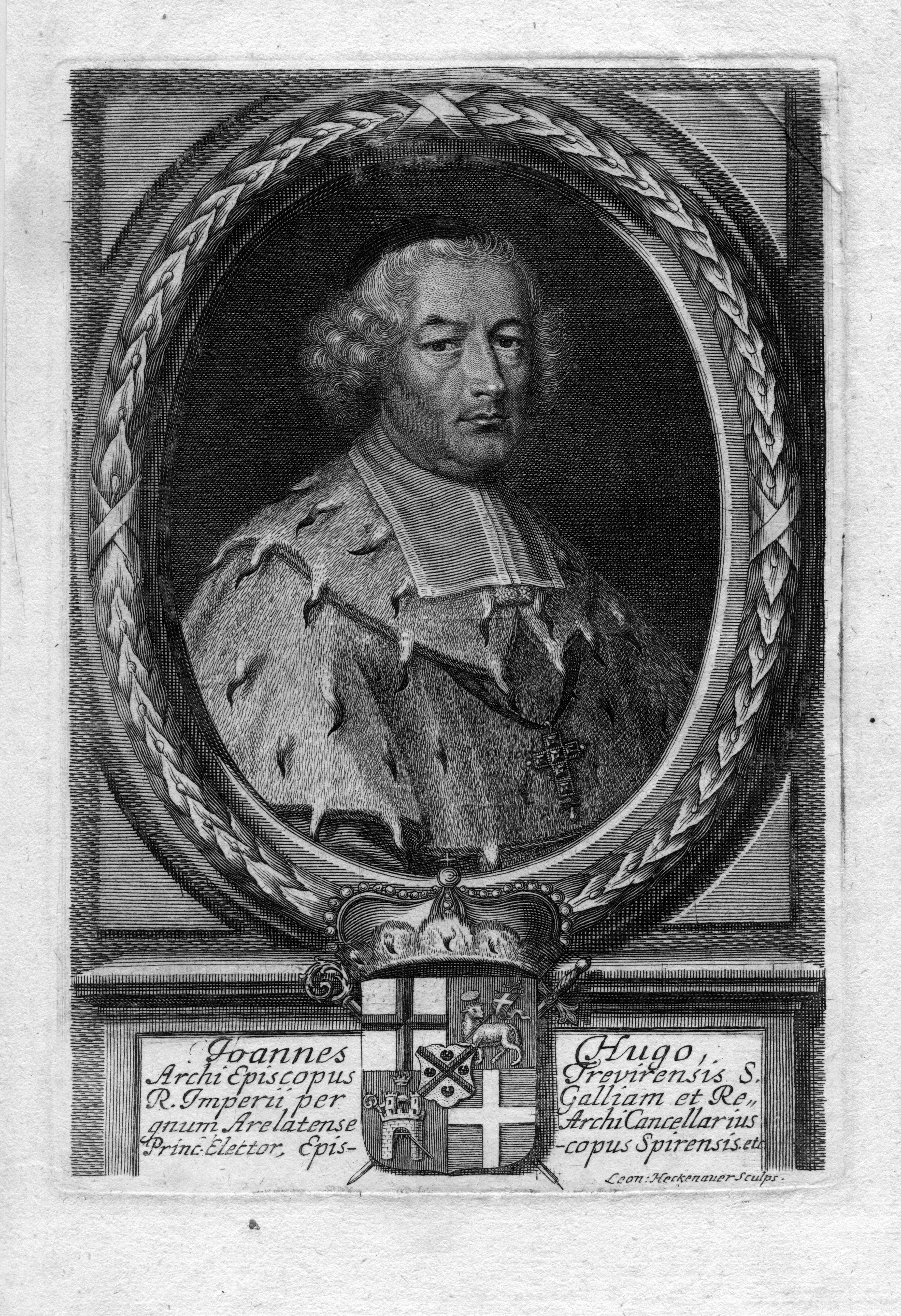
Johann Hugo von Orsbeck, con stemma; di Leonhard Heckenauer, fine 1680.

Nel 1660 fu eletto decano della cattedrale di Spira. Il 2 gennaio 1672 Johann Hugo affiancò lo zio Karl Kaspar von der Leyen come arcivescovo coadiutore ed alla di lui morte, il 1º giugno 1676, all'età di soli 42 anni, divenne arcivescovo metropolita di Treviri e principe elettore di Treviri, ereditando gli altri titoli annessi.
Pur cercando di rimanere neutrale al conflitto, i suoi primi anni di reggenza vennero segnati dalla Guerra dei trent'anni da poco scoppiata. Gli scontri conobbero la loro fase finale nel 1659 con la Guerra Franco-Olandese, che coinvolse direttamente anche il re Luigi XIV.
La diocesi venne nuovamente coinvolta nella Guerra dei Nove anni dal 1688 al 1697, che trascinò la politica del principato nella Guerra di successione spagnola.
Dopo questi scontri Johann Hugo convocò gli Stati Provinciali locali e col pagamento di 150.000 talleri riuscì ad impedire l'annessione dei propri stati al Regno di Francia. Luigi XIV riuscì ad ogni modo a privarlo di alcuni territori di confine con la Francia, fatto che spinse Johann Hugo a protestare con l'imperatore Leopoldo I il 22 giugno 1680, nel corso della Dieta imperiale.
Tra il giugno ed il luglio del 1684 lo stato di Treviri venne invaso dalle truppe francesi provenienti dal Lussemburgo.
Al termine dei conflitti, il 24 gennaio 1690, Johann Hugo si rivolse nuovamente all'undicenne Giuseppe I, figlio di Leopoldo, per riottenere i propri diritti. Nel 1692 si preoccupò di fondare un collegio vescovile nell'Hannover.
Dall'inizio della Guerra di successione spagnola il principe arcivescovo si accordò con l'Inghilterra e con gli stati generali dei Paesi Bassi per stringere un'alleanza, che venne siglata l'8 maggio del 1702, in funzione anti-francese. Nell'ottobre del 1702 il generale francese Tallard assediò Treviri, il quale venne sconfitto solo nel 1704, grazie ad un intervento delle truppe inglesi.
Johann Hugo, il 24 settembre 1710 assunse il vescovo Carlo Giuseppe di Lorena, figlio del Duca di Lorena, come proprio coadiutore con diritto di successione. Johann Hugo morì infatti l'anno successivo, all'età di 77 anni, nel Castello di Philippsburg, presso Ehrenbreitstein, dopo 35 anni di episcopato.

## Genealogia episcopale e successione apostolica
La genealogia episcopale è:
- Cardinale Guillaume d'Estouteville, O.S.B.Clun.
- Papa Sisto IV
- Papa Giulio II
- Cardinale Raffaele Riario
- Papa Leone X
- Papa Clemente VII
- Cardinale Antonio Sanseverino, O.S.Io.Hieros.
- Cardinale Giovanni Michele Saraceni
- Papa Pio V
- Cardinale Innico d'Avalos d'Aragona, O.S.Iacobi
- Cardinale Scipione Gonzaga
- Patriarca Fabio Biondi
- Papa Urbano VIII
- Cardinale Cosimo de Torres
- Cardinale Francesco Maria Brancaccio
- Vescovo Miguel Juan Balaguer Camarasa, O.S.Io.Hieros.
- Papa Alessandro VII
- Arcivescovo Massimiliano Enrico di Baviera
- Vescovo Johann Heinrich von Anethan

La successione apostolica è:
- Vescovo Maximilian Burmann (1682)
- Vescovo Johannes Petrus Verhorst (1688)